# Champfrémont

Champfrémont este o comună în departamentul Mayenne, Franța. În 2009 avea o populație de 308 de locuitori.